# Tiger JK
Seo Jung Kwon (en hangul, 서정권; en hanja, 徐廷權; Seúl, 11 de junio de 1974),  más conocido como Tiger JK, es un rapero, productor y emprendedor surcoreano, principalmente conocido por ser uno de los fundadores del grupo de hip hop Drunken Tiger. Además, JK también fundó dos sellos discográficos, Jungle Entertainment y Feel Ghood Music. Actualmente, es miembro del trío de hip hop MFBTY.
Es considerado una figura muy influyente en el desarrollo del hip hop coreano y le es acreditado el ayudar a traer el género a la popularidad que hoy posee. En 2011, Los Angeles Times se refirieron a él como «tal vez el rapero coreano más popular en America, Asia, y el mundo».

## Biografía
Tiger JK nació en Seúl, Corea del Sur, el 29 de julio de 1974. Su padre fue DJ, y uno de los pioneros del K-pop. Su familia se mudó a Estados Unidos cuando JK tenía 12 años, y fue enviado brevemente a vivir con un tío en Miami, Florida, donde practicó taekwondo. Sus años de adolescencia los vivió en Los Ángeles, California, donde era uno de los pocos estudiantes coreano-americanos asistiendo a la Escuela Secundaria de Beverly Hills. Como un adolescente en Los Ángeles, Tiger JK presenció la violencia entre coreanos-americanos y africanos-americanos durante los disturbios de Los Ángeles de 1992. Luego dijo que quería utilizar el hip hop para crear un diálogo entre las dos comunidades.
Tiger JK atendió a la Universidad de California en Los Ángeles, y se graduó con un título en inglés.

## Carrera

### 1995–2005: Comienzos y éxito con Drunken Tiger
En 1995, Tiger JK publicó en Corea su primer álbum en solitario, Enter the Tiger, con el sello de Oasis Records, cuya conexión consiguió ya que su padre era amigo con el CEO de la empresa. El álbum no se reprodujo mucho en los medios debido al contenido explícito que se le había observado.
Tiger JK volvió a los Estados Unidos y se juntó con DJ Shine para formar Drunken Tiger en 1998. El grupo debutó en Corea y, a pesar del contenido explícito de sus letras y el rechazo del grupo por parte de los medios, consiguieron bastante popularidad con su primer álbum, Year of the Tiger, el cual incluyó las populares canciones «I Want You» y «Do You Know Hip-Hop?».
Durante los siguientes años, Drunken Tiger añadió a nuevos miembros y publicó múltiples álbumes, ganando numerosos premios. Uno de los miembros fundadores, DJ Shine, dejó la banda en 2005.

### 2006–2013: Creación de Jungle Entertainment y colaboraciones

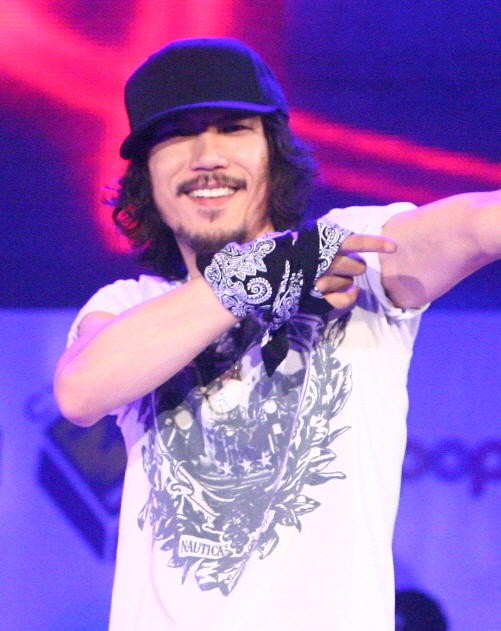
Tiger JK durante una presentación en el Lolipop Concert, en mayo de 2010.

En 2006, Tiger JK dejó Oasis Records y estableció su propio sello discográfico de hip hop, Jungle Entertainment. La banda representó a Drunken Tiger, e importantes raperos coreanos como Yoon Mi Rae y Leessang se unirían en los siguientes años.
Tiger JK continuó produciendo música con Drunken Tiger en los siguientes años, al igual que colaborando con otros artistas. En 2012, colaboró en la canción «Let This Die», un sencillo de Brian Joo, del dúo surcoreano de R&B Fly to the Sky. El mismo año, también colaboró con el girl group de k-pop Fiestar, en la canción «Wicked».

### 2013–presente: MFBTY y Feel GHood Music
En 2013, Tiger JK formó con Yoon Mi Rae y Bizzy el grupo MFBTY, un acrónimo para "My Fans are Better Than Yours" (lit. Mis fanes son mejores que los tuyos). Tiempo después, dejó Jungle Entertainment y fundó un nuevo sello, Feel Ghood Music, en el cual actualmente está sellado MFBTY.

## Influencias y estilo de rap
Tiger JK le ha dado a crédito por su estilo musical al cantante jamaiquino Bob Marley, al igual que a varios raperos americanos. En Drunken Tiger, ha interpretado estilos como reggae, gangsta rap y West Coast rap. Sus técnicas de rap han sido alabadas por numerosos raperos, técnicas las cuales incluyen: su variada y humorística selección de temas para sus canciones, su conexión con su audiencia, los conceptos que utiliza en sus series de álbumes, sus rimas únicas, su habilidad de deformar palabras para que éstas rimen, su uso excelente de rimas silábicas para que encajen en cada estribillo, la complejidad de sus rimas, la utilización de la melodía y síncopa.

## Vida privada

### Arresto por drogas
En 2000, Tiger JK fue arrestado en Corea por el uso de metanfetaminas, al igual que los miembros del grupo de hip hop Uptown. Tiger JK dijo que, aunque él ha consumido drogas en el pasado, él no lo ha hecho en Corea, y también dijo que él fue últimamente encontrado culpable por el falso testimonio de los miembros de Uptown. Pasó un mes y medio en prisión y le fueron dados dos años de libertad condicional.

### Enfermedad
En 2006, Tiger JK fue diagnosticado con mielitis transversa aguda, una condición en la médula espinal que afecta las funciones motoras. Fue hospitalizado y dejó de presentarse por dos años. Ya en el 2014, volvió al escenario, aunque tomando medicación para tratar su condición.

### Matrimonio y familia
En junio de 2007, Tiger JK se casó con la rapera y cantante Yoon Mi Rae en una ceremonia privada en un templo budista. La ceremonia ocurrió un mes antes del fallecimiento de su abuela, quien quería verlos casarse antes de morir. Yoon dio a luz a su hijo, Jordan, en marzo de 2008.

### Religión
Tiger JK es deísta, y denuncia a toda la religión organizada.

## Otros proyectos
En 2006, Tiger JK lanzó una marca de ropa llamada Lungta.
En 2011, bajo la línea de auriculares Beats by Dr. Dre, del rapero estadounidense Dr. Dre, Tiger JK lanzó sus propios auriculares de edición limitada. Los mismos se vendieron a ₩690,000, y todas las ganancias de los mismos fueron donadas a una organización de defensa de los niños.

## Discografía
| 1995  | Enter the Tiger                     | - Publicación: 1 de septiembre de 1995 - Sello: Oasis Records - Formato: CD, descarga digital Lista de canciones \| N.º \| Título \| Duración \| \| \| 1. \| «Intro» \| 0:55 \| \| \| 2. \| «Kid From Korea» (한국에서 온 아이) \| 4:50 \| \| \| 3. \| «Do That» (나성대형) \| 4:19 \| \| \| 4. \| «Human Nature» (인간성) \| 4:42 \| \| \| 5. \| «Skit» \| 1:43 \| \| \| 6. \| «Ha Ha Ha» (하 하 하) \| 4:00 \| \| \| 7. \| «Party People» (파티 피플) \| 3:26 \| \| \| 8. \| «Hide and Seek» (술래잡기) \| 4:07 \| \| \| 9. \| «Afrodisia» (인터뷰) \| 2:45 \| \| \| 30:47 \| \| \| \| |  |
| N.º   | Título                              | Duración |  |
| 1.    | «Intro»                             | 0:55 |  |
| 2.    | «Kid From Korea» (한국에서 온 아이) | 4:50 |  |
| 3.    | «Do That» (나성대형)                | 4:19 |  |
| 4.    | «Human Nature» (인간성)             | 4:42 |  |
| 5.    | «Skit»                              | 1:43 |  |
| 6.    | «Ha Ha Ha» (하 하 하)               | 4:00 |  |
| 7.    | «Party People» (파티 피플)          | 3:26 |  |
| 8.    | «Hide and Seek» (술래잡기)          | 4:07 |  |
| 9.    | «Afrodisia» (인터뷰)                | 2:45 |  |
| 30:47 |                                     | |  |

| N.º   | Título                              | Duración |  |
| 1.    | «Intro»                             | 0:55     |  |
| 2.    | «Kid From Korea» (한국에서 온 아이) | 4:50     |  |
| 3.    | «Do That» (나성대형)                | 4:19     |  |
| 4.    | «Human Nature» (인간성)             | 4:42     |  |
| 5.    | «Skit»                              | 1:43     |  |
| 6.    | «Ha Ha Ha» (하 하 하)               | 4:00     |  |
| 7.    | «Party People» (파티 피플)          | 3:26     |  |
| 8.    | «Hide and Seek» (술래잡기)          | 4:07     |  |
| 9.    | «Afrodisia» (인터뷰)                | 2:45     |  |
| 30:47 |                                     |          |  |

| 2015  | I Know (이런건가요)                                 | - Publicación: 9 de julio de 2015 - Sello: LOEN Entertainment - Formato: Casete Lista de canciones \| N.º \| Título \| Duración \| \| \| 1. \| «I Know» (이런건가요) \| 3:33 \| \| \| 2. \| «Forever» (반가워요; con Yoon Mi Rae) \| 3:59 \| \| \| 3. \| «Forever» (Acoustic Ver. 반가워요; con Yoon Mi Rae) \| 3:42 \| \| \| 11:14 \| \| \| \| |  |
| N.º   | Título                                              | Duración |  |
| 1.    | «I Know» (이런건가요)                               | 3:33 |  |
| 2.    | «Forever» (반가워요; con Yoon Mi Rae)               | 3:59 |  |
| 3.    | «Forever» (Acoustic Ver. 반가워요; con Yoon Mi Rae) | 3:42 |  |
| 11:14 |                                                     | |  |

| N.º   | Título                                              | Duración |  |
| 1.    | «I Know» (이런건가요)                               | 3:33     |  |
| 2.    | «Forever» (반가워요; con Yoon Mi Rae)               | 3:59     |  |
| 3.    | «Forever» (Acoustic Ver. 반가워요; con Yoon Mi Rae) | 3:42     |  |
| 11:14 |                                                     |          |  |

| Año  | Título               | Notas           |
| ---- | -------------------- | --------------- |
| 2015 | «Forever (반가워요)» | con Yoon Mi Rae |

| Año  | Canción      | Intérprete(s)       | Serie                    |
| ---- | ------------ | ------------------- | ------------------------ |
| 2014 | «First Love» | Tiger JK con Punch  | Pinocchio                |
| 2015 | «Reset»      | Tiger JK con Jinsil | Who Are You: School 2015 |

## Filmografía

### Películas
| Año  | Título                | Rol      |
| ---- | --------------------- | -------- |
| 2015 | Trip Around the World | Pil Hong |

### Series de Televisión
| Año  | Cadena | Título                     | Rol                | Episodio(s) | Notas                                |
| ---- | ------ | -------------------------- | ------------------ | ----------- | ------------------------------------ |
| 2010 | MBC    | High Kick Through The Roof | Amigo de Gwang Soo | 97          | Apareció en un cameo en esta sitcom. |

### Programas de TV
| Año  | Cadena | Título                          | Rol      | Episodio(s)            | Notas                                                               |
| ---- | ------ | ------------------------------- | -------- | ---------------------- | ------------------------------------------------------------------- |
| 2010 | MBC    | Infinity Challenge              | Él mismo | Highway Music Festival | Ganó con su equipo en esta saga de episodios.                       |
| 2011 | tvN    | Welcome to the Jungle: Sunzoo   | Él mismo | 4                      |                                                                     |
| 2011 | SBS    | Running Man                     | Él mismo | 59                     |                                                                     |
| 2012 | SBS    | Salamander Guru and The Shadows | Tiger    | 6                      | Apareció en un cameo en esta sitcom.                                |
| 2012 | Mnet   | The Hero on Stage Tiger JK.ing  | Él mismo | 1                      | Este fue un documental de dos partes acerca de la vida de Tiger JK. |
| 2012 | KBS2   | Happy Together                  | Él mismo | 249                    |                                                                     |
| 2015 | KBS2   | Happy Together                  | Él mismo | 390                    |                                                                     |
| 2016 | Mnet   | We Kid                          | Él mismo |                        | Tiger JK es parte del jurado en este talent show musical de niños.  |
| 2017 | JTBC   | Night Goblin                    | Él mismo | 14-15                  | Invitado                                                            |

## Firmas
- Hite con Drunken Tiger
- Kia con Tiger JK
- Reebok con Tiger JK
- Yahoo! con Tiger JK
- CJ One Card con Tiger JK y Yoon Mi Rae
- Samsung con Tiger JK, Yoon Mi Rae y Jordan
- Giordano con Tiger JK
- Pringles con Drunken Tiger
- Moneual con Tiger JK y Yoon Mi Rae
- Hangame con Tiger JK
- The Body Shop con Tiger JK y Yoon Mi Rae
- Guinness con Tiger JK
- SK Telecom con Tiger JK y Bizzy
- Sony con Tiger JK y Yoon Mirae

## Premios y nominaciones
| Año  | Premio                        | Categoría                   | Obra                   | Resultado |
| ---- | ----------------------------- | --------------------------- | ---------------------- | --------- |
| 2009 | 11th Mnet Asian Music Awards  | Mejor artista hombre        | «Monster»              | Ganador   |
| 2009 | 11th Mnet Asian Music Awards  | Mejor interpretación de rap | «Monster»              | Nominado  |
| 2010 | Style Icon Awards             | Mejor pareja                | Tiger JK y Yoon Mi Rae | Ganador   |
| 2010 | Mnet 20's Choice Awards       | Estrellas más influyentes   | Tiger JK y Yoon Mi Rae | Ganador   |
| 2011 | Men's Health Cool Guy Contest | Mejor modelo en tapa        | Tiger JK               | Ganador   |